# Читач екрана
Читач екрана (англ. screen reader) — комп'ютерна програма, яка розпізнає й інтерпретує текст та перетворює його на "синтезоване мовлення", надаючи читачеві змогу чути озвучений текст. Для відтворення тексту читач екрану зазвичай використовує синтезатор мовлення, звукові піктограми, або ж брайлівський пристрій виводу. Читачі з екрана є формою допоміжної технології, що використовується, зокрема, сліпими та особами з вадами зору, або водіями автомобілів чи особами, що користуються декількома комп'ютерами одночасно.
Багато операційних систем включають вбудовані читачі екрана, такі як Narrator (MS Windows), VoiceOver (Apple Inc Mac OS X) тощо. Найчастіше використовуваними читачами екрана є комерційні продукти, такі як, наприклад, JAWS або Window-eyes, але швидкий розвиток програм з відкритим кодом, таких як NVDA для Windows і GNOME, є причиною того що вони отримують усе більшу популярність, пропонуючи можливості, що аналогічні до можливостей комерційних програм.